# カンプ・ノウの奇跡 (2017年)
カンプ・ノウの奇跡あるいはレモンターダ（スペイン語: La Remontada）は、2017年3月8日にスペイン・バルセロナのカンプ・ノウで行われたUEFAチャンピオンズリーグ 2016-17 ラウンド16・FCバルセロナ対パリ・サンジェルマンFCの第2戦の通称。バルサが第1戦での0-4のビハインドの状況から6-1で勝利し、2戦合計スコア6-5でPSGを逆転で下して準々決勝に進出するという、UEFAチャンピオンズリーグにおける史上最大の逆転劇となった。

## 当日までの経緯

### 対戦の歴史
バルサとPSGがUEFAチャンピオンズリーグの決勝トーナメントで対戦したのは2012–13シーズン準々決勝と2014–15シーズン準々決勝に続き3回目。2012-13シーズンは2戦合計3-3ながらアウェーゴールルールで、2014-15年シーズンは2戦合計5-1で、いずれもバルサが勝利している。

### グループステージ
両クラブともグループステージは順調に勝ち抜いた。PSGは、アーセナル、バーゼル、ルドゴレツ・ラズグラトと共にグループAに入り、3勝3分けのグループ2位で決勝トーナメント進出。バルサはマンチェスターシティ、ボルシアMG、セルティックと共にグループCに入り、5勝1敗のグループ首位で決勝トーナメントに進出した。

### 第1戦
| パリ・サンジェルマン                                        | 4 - 0         | バルセロナ |
| ----------------------------------------------------------- | ------------- | ---------- |
| ディ・マリア 18分, 55分 · ドラクスラー 40分 · カバーニ 72分 | Report (UEFA) |            |

第1戦は2月14日にPSGのホームであるパリのパルク・デ・プランスで行われた。PSGは直近のリーグアンでボルドーとのアウェーゲームを3-0で勝利し、バルサも直近のリーガでアラベスとのアウェーゲームを6-0で勝利し、共に好調を維持した状態で対戦に臨んだ。
前半18分、バルサのサミュエル・ユムティティが犯したファウルで得たフリーキックをアンヘル・ディ・マリアが直接決めてPSGが先制する。40分にはマルコ・ヴェッラッティのアシストからユリアン・ドラクスラーが決めて2-0として前半を折り返す。55分にはディ・マリアがボックスの外からシュートを決め、3-0とリードを広げ、72分にはエディンソン・カバーニがダメ押しとなるゴールを決め、PSGが4-0で勝利を収めた。バルサは試合全体を通して、枠内シュートわずか1本に押さえ込まれた。

## 試合

### 概要
第2戦は3月8日にバルサのホームであるバルセロナのカンプ・ノウに舞台を移して行われた。直近のリーグ戦はバルサがセルタ相手に5-0で、PSGがナンシー相手に1-0で共に勝利して再戦に臨んだ。
第1戦でバルサが大敗したにもかかわらず、この試合には96,290人の観衆を集めた。
試合は序盤から動く。3分、バルサのルイス・スアレスがPSGのトーマス・ムニエがクリアし損ねたボールをヘディングで押し込み、この試合最初のゴールを決める。 40分には、バルサのアンドレス・イニエスタがヒールで折り返したボールがPSGのレイヴァン・クルザワに当たり、オウンゴールでバルサが2点目を挙げて前半を折り返す。後半に入ってもバルサの猛攻は続き、50分にはネイマールがトーマス・ムニエにファウルされて得たペナルティーキックをリオネル・メッシが決めて3点目を挙げる。しかし62分にはエディンソン・カバーニがボレーシュートを決めてPSGが1点を返したため、アウェーゴールルールによりバルサが勝ち越すにはさらに3得点が必要になり、試合はそのまま得点が動かないまま終盤に進んで、バルサは窮地に追い込まれたかに思われた。
しかし88分、ネイマールが直接フリーキックを決め4点目を挙げると、スアレスが倒されて得たペナルティーキックを後半アディショナルタイムに入った90+1分にネイマールが決めて5–1とし、2戦合計5-5に追いつく。そして試合終了間際の90+5分、ネイマールはペナルティエリアにクロスを送り、セルジ・ロベルトが6点目を決め、この試合を6–1で勝利。2戦合計スコアを6–5として準々決勝に進んだ。この結果は、メディアによって「驚くべき」、「信じられない」、「奇跡」と表現された  。 

### 詳細
| 2017年3月8日 20:45 CET |

| バルセロナ | 6 – 1         | パリ・サンジェルマン |
| スアレス 3分 · （クルザワ） 40分 (o.g.) · メッシ 50分 (pen.) · ネイマール 88分, 90+1分 (pen.) · ロベルト 90+5分 | Report (UEFA) | カバーニ 62分        |

| カンプ・ノウ, バルセロナ · 観客数: 96,290 · 主審: デニス・アイテキン ( ドイツ) |

| バルセロナ | パリ・サンジェルマン |

| GK               | 1  | マルク＝アンドレ・テア・シュテーゲン |      |      |
| CB               | 14 | ハビエル・マスチェラーノ             |      |      |
| CB               | 3  | ジェラール・ピケ                     | 23分 |      |
| CB               | 23 | サミュエル・ユムティティ             |      |      |
| DM               | 5  | セルヒオ・ブスケツ                   | 36分 |      |
| RM               | 4  | イヴァン・ラキティッチ               | 61分 | 84分 |
| LM               | 8  | アンドレス・イニエスタ ()            |      | 65分 |
| AM               | 10 | リオネル・メッシ                     |      |      |
| RF               | 12 | ラフィーニャ                         |      | 76分 |
| CF               | 9  | ルイス・スアレス                     | 67分 |      |
| LF               | 11 | ネイマール                           | 64分 |      |
| 控えメンバー：   |    |                                      |      |      |
| GK               | 13 | ヤスパー・シレッセン                 |      |      |
| DF               | 18 | ジョルディ・アルバ                   |      |      |
| DF               | 19 | リュカ・ディニュ                     |      |      |
| DF               | 20 | セルジ・ロベルト                     |      | 76分 |
| MF               | 7  | アルダ・トゥラン                     |      | 65分 |
| MF               | 21 | アンドレ・ゴメス                     |      | 84分 |
| FW               | 17 | パコ・アルカセル                     |      |      |
| 監督：           |    |                                      |      |      |
| ルイス・エンリケ |    |                                      |      |      |

| GK             | 1  | ケヴィン・トラップ         |        |        |
| RB             | 12 | トーマス・ムニエ           |        | 90+3分 |
| CB             | 5  | マルキーニョス             | 90分   |        |
| CB             | 2  | チアゴ・シウバ ()          |        |        |
| LB             | 20 | レイヴァン・クルザワ       |        |        |
| CM             | 25 | アドリアン・ラビオ         |        |        |
| CM             | 14 | ブレーズ・マテュイディ     | 5分    |        |
| RW             | 7  | ルーカス・モウラ           |        | 55分   |
| AM             | 6  | マルコ・ヴェッラッティ     | 90+4分 |        |
| LW             | 23 | ユリアン・ドラクスラー     | 14分   | 75分   |
| CF             | 9  | エディンソン・カバーニ     | 42分   |        |
| 控えメンバー： |    |                            |        |        |
| GK             | 16 | アルフォンス・アレオラ     |        |        |
| DF             | 3  | プレスネル・キンペンベ     |        |        |
| DF             | 19 | セルジュ・オーリエ         |        | 75分   |
| MF             | 4  | グジェゴシュ・クリホビアク |        | 90+3分 |
| MF             | 10 | ハビエル・パストーレ \|    |        |        |
| MF             | 11 | アンヘル・ディ・マリア     |        | 55分   |
| MF             | 21 | ハテム・ベン・アルファ     |        |        |
| 監督：         |    |                            |        |        |
| ウナイ・エメリ |    |                            |        |        |

### スタッツ
| 統計           | バルセロナ | PSG  |
| -------------- | ---------- | ---- |
| 得点           | 6          | 1    |
| シュート数     | 17         | 7    |
| 枠内シュート数 | 7          | 3    |
| GKセーブ       | 2          | 2    |
| ボール保持率   | 65％       | 35％ |
| コーナーキック | 6          | 4    |
| ファウル       | 16         | 25   |
| オフサイド     | 3          | 5    |
| イエローカード | 5          | 5    |
| レッドカード   | 0          | 0    |

## 試合後
この試合について、大逆転を演じたバルサへの賞賛の一方で、2試合合計スコアで最終盤まで優位に立っていたPSGのゲームコントロールに対しての批判もあった。加えて、この試合のレフェリーだったデニス・アイテキンのジャッジ、特にバルサの2回目のPKの判定に対して、アイテキンのミスジャッジとそれに伴う懲罰を示唆する言及もなされた。フランスの新聞・レキップは、専門家が分析した結果として、この試合で仮にビデオ・アシスタント・レフェリー (VAR) が導入されていれば、PSGが試合に勝っていたはずだと言及した。
準々決勝では、バルサはアウェイでユベントスと対戦し、第1戦を3-0で落とす。再度の逆転劇が期待されたが、ラウンド16のパフォーマンスを繰り返すことができず、ホームの第2戦もスコアレスドローとなり、ここで敗退した。
この試合でバルサの選手として出場し、得点を挙げたFWネイマールは、2017年8月にPSGに移籍。この時の移籍金は過去最高額と言及され、両クラブが関与する別の問題の中心にいた。

## 翌シーズン以降
翌2017-18シーズンのチャンピオンズリーグで、予想外の敗退を喫したのはバルサだった。準々決勝でイタリアのASローマと対戦したバルサは 、ホームでの第1戦を4-1で勝利したものの、アウェーの第2戦を0-3で落とし、2戦合計4-4ながらアウェーゴールルールで敗退した。一方PSGはラウンド16でバルサのライバルでこのシーズンのチャンピオンに輝いたレアル・マドリードに敗れ、2年連続でラウンド16敗退となった。
2018–19シーズンのラウンド16では、PSGはアウェーでマンチェスター・ユナイテッドに2-0で勝利したものの、ホームのパルク・デ・プランスで1-3で敗れ、3年連続のラウンド16敗退。一方バルサは準々決勝でそのマンチェスター・ユナイテッドを下すも、準決勝ではリヴァプール相手にホームで3-0で勝利するも、第2戦アウェーで0-4の敗戦を喫し、準決勝敗退となった
2020–21シーズンではラウンド16でバルサとPSGが再戦。メディアの注目点は、ネイマールがカンプノウのピッチに立つかどうかだったが、負傷で第1戦を欠場。試合はキリアン・エムバペのハットトリックで第1戦をPSGが4-1で勝利。第2戦では、まだネイマールの戻らないPSG側が、なんとか1-1の引き分けに持ち込み、2戦合計5-2でバルサを下し、準々決勝に進出した。
2023-24シーズンでは準々決勝でもまたバルサとPSGが再戦。PSGの監督はルイス・エンリケだったが、アウェーでの第1戦は3-2で勝利した。ホームでの第2戦では、バルサが追加点を決めるも、前半29分にロナルド・アラウホが退場となった。その影響でバルサは1-4でカンプ・ノウでの大敗を喫した。合計スコアが4-6となり、バルサはラウンド16敗退となった。